# Фратели Пјол-Поголоти (Торино)
Фратели Пјол-Поголоти је насеље у Италији у округу Торино, региону Пијемонт.
Према процени из 2011. у насељу је живело 113 становника. Насеље се налази на надморској висини од 470 м.